# Riviera Austriaca

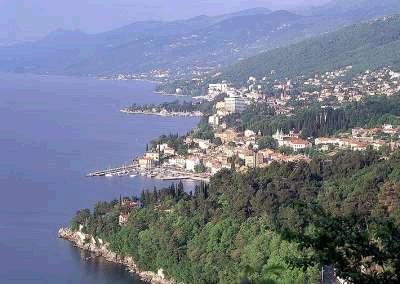
Panorama di Abbazia d'Istria

La Riviera Austriaca (tedesco österreichische Riviera, sloveno Avstrijska riviera, croato Austrijska rivijera) era il termine usato per riferirsi agli stabilimenti balneari posti nella parte austriaca della zona costiera Adriatica al tempo dell’Impero austro-ungarico, un’area corrispondente alle terre della corona di Gorizia e dell’Istria che, insieme, componevano il Litorale Austriaco. La località crebbe con il fenomeno del turismo nel Litorale austriaco dalla metà del XIX secolo, fino alla dissoluzione dell'Impero austro-ungarico alla fine della prima guerra mondiale.
La Riviera copriva le aree costiere incentrate sulla città di Trieste compreso il suo porto, si estendeva dal Golfo di Trieste fino al comune croato di Abbazia, confinava con il Regno asburgico di Croazia. La continuazione naturale di questo litorale nell’area sud-orientale veniva chiamata "Litorale croato". Ad oggi, questo territorio risulta divisi fra tre nazioni: Italia, Slovenia e Croazia, la costa presenta ancora un paesaggio pittoresco, numerosi edifici storici dell’epoca ed un mite clima mediterraneo durante tutto l'anno.